# Copa América 2001
Copa América 2001 spelades i Colombia 11–29 juli 2001. Turneringen organiserades av Conmebol,.
Inget kvalspel tillämpades. Alla 10 CONMEBOL-medlemmar deltog, samt två inbjudna lag, ursprungligen Mexiko och 2000 års CONCACAF Gold Cup-mästare Kanada.
Före turneringen hölls tre Conmebol-möten om säkerheten i Colombia. Man planerade att ställa in turneringen. Venezuela erbjöd sig att arrangera turneringen, men i sista minuten beslutade CONMEBOL att trots allt förlägga turneringen till Colombia. 
Efter att ha klagat på ändringarna, och att argentinska spelare fått dödshot av terroristgrupper, beslutade sig Argentinas fotbollsförbund efter en lång diskussion, att dra sig ur turneringen, fastän de colombianska myndigheterna föreslog att utöka säkerheten. Trots besvikelsen hos den argentinska befolkningen tyckte många argentinare att deras beslut var rätt och att händelsen inte skapade några splittringar inne i Argentina, även om beslutet kritiserades i Colombia och på andra ställen.
Då det först meddelades att turneringen skulle ställas in avbröt Kanada sitt träningsläger, och de kanadensiska spelarna återvände till sina respektive klubblag. Kanadas fotbollsförbund meddelade sedan att man inte tänkte delta i turneringen då den väl blev av. 
Då Kanada och Argentina dragit sig ur, 6 respektive 10 juli 2001, inbjöds Costa Rica och Honduras. Honduras bjöds in i sista minuten och anlände den 13 juli 2001 efter att turneringen börjat och bara några timmar före deras första match med spelarmaterial exakt så det räckte, i ett flygplan ordnat av Colombias flygvapen.
Colombianen Víctor Aristizábal vann turneringens skytteliga med 6 mål.

## Spelorter
| Spelort      | Anläggning                      | Publikkapacitet |
| ------------ | ------------------------------- | --------------- |
| Armenia      | Estadio Centenario              | 29 000          |
| Barranquilla | Estadio Metropolitano           | 60 000          |
| Bogotá       | Estadio El Campín               | 48 300          |
| Cali         | Estadio Pascual Guerrero        | 45 625          |
| Manizales    | Estadio Palogrande              | 36 553          |
| Medellín     | Estadio Atanasio Girardot       | 52 000          |
| Pereira      | Estadio Hernán Ramírez Villegas | 30 313          |

## Gruppspel
Lagen delades olika 4-lagsgrupper. Grupperna lottades offentligt av CONMEBOL den 17 december 1996. Lagen lottades i tre grupper, med fyra lag var. Samtliga lag ur respektive grupp möttes vid ett tillfälle. Seger gav tre poäng, oavgjort en och förlust noll.
De två bäst placerade lagen ur respektive grupp kvalificerade sig direkt till kvartsfinalen. De två bästa tredjeplacerade lagen från samtliga grupper kvalificerade sig även de till kvartsfinalen.
Placeringskriterier
1. Flest poäng
2. Målskillnad
3. Flest gjorda mål

Om två eller flera lag är lika utifrån ovanstående tre kriterier avgörs rangordningen enligt följande:
1. Flest poäng i matcherna mellan de berörda lagen
2. Lottning

### Grupp A
| Lag       | S | V | O | F | GM | IM | MS | P |
| --------- | - | - | - | - | -- | -- | -- | - |
| Colombia  | 3 | 3 | 0 | 0 | 5  | 0  | +5 | 9 |
| Chile     | 3 | 2 | 0 | 1 | 5  | 3  | +2 | 6 |
| Ecuador   | 3 | 1 | 0 | 2 | 5  | 5  | 0  | 3 |
| Venezuela | 3 | 0 | 0 | 3 | 0  | 7  | −7 | 0 |

|       | 11 juli | Ecuador   | 1 – 4   | Chile                                      | Estadio Metropolitano                        |                                              |
| 18:00 | 18:00   | Chalá 77′ | (0 – 1) | Navia 29′ Montecinos 73′, 90′ Corrales 85′ | Barranquilla Domare: Gilberto Hidalgo (Peru) | Barranquilla Domare: Gilberto Hidalgo (Peru) |
| 18:00 | 18:00   |           |         |                                            | Barranquilla Domare: Gilberto Hidalgo (Peru) | Barranquilla Domare: Gilberto Hidalgo (Peru) |
| 18:00 | 18:00   |           |         |                                            | Barranquilla Domare: Gilberto Hidalgo (Peru) | Barranquilla Domare: Gilberto Hidalgo (Peru) |

|       | 11 juli | Colombia                            | 2 – 0   | Venezuela | Estadio Metropolitano                      |                                            |
| 20:45 | 20:45   | Grisales 15′ Aristizábal 59′ (str.) | (1 – 0) |           | Barranquilla Domare: René Ortube (Bolivia) | Barranquilla Domare: René Ortube (Bolivia) |
| 20:45 | 20:45   |                                     |         |           | Barranquilla Domare: René Ortube (Bolivia) | Barranquilla Domare: René Ortube (Bolivia) |
| 20:45 | 20:45   |                                     |         |           | Barranquilla Domare: René Ortube (Bolivia) | Barranquilla Domare: René Ortube (Bolivia) |

|       | 14 juli | Chile          | 1 – 0   | Venezuela | Estadio Metropolitano                         |                                               |
| 16:15 | 16:15   | Montecinos 78′ | (0 – 0) |           | Barranquilla Domare: Gilberto Alcalá (Mexiko) | Barranquilla Domare: Gilberto Alcalá (Mexiko) |
| 16:15 | 16:15   |                |         |           | Barranquilla Domare: Gilberto Alcalá (Mexiko) | Barranquilla Domare: Gilberto Alcalá (Mexiko) |
| 16:15 | 16:15   |                |         |           | Barranquilla Domare: Gilberto Alcalá (Mexiko) | Barranquilla Domare: Gilberto Alcalá (Mexiko) |

|       | 14 juli | Colombia        | 1 – 0   | Ecuador | Estadio Metropolitano                         |                                               |
| 18:30 | 18:30   | Aristizábal 29′ | (1 – 0) |         | Barranquilla Domare: Ubaldo Aquino (Paraguay) | Barranquilla Domare: Ubaldo Aquino (Paraguay) |
| 18:30 | 18:30   |                 |         |         | Barranquilla Domare: Ubaldo Aquino (Paraguay) | Barranquilla Domare: Ubaldo Aquino (Paraguay) |
| 18:30 | 18:30   |                 |         |         | Barranquilla Domare: Ubaldo Aquino (Paraguay) | Barranquilla Domare: Ubaldo Aquino (Paraguay) |

|       | 17 juli | Ecuador                                   | 4 – 0   | Venezuela | Estadio Metropolitano                        |                                              |
| 18:30 | 18:30   | Delgado 19′, 63′ Fernández 29′ Méndez 60′ | (2 – 0) |           | Barranquilla Domare: Gilberto Hidalgo (Peru) | Barranquilla Domare: Gilberto Hidalgo (Peru) |
| 18:30 | 18:30   |                                           |         |           | Barranquilla Domare: Gilberto Hidalgo (Peru) | Barranquilla Domare: Gilberto Hidalgo (Peru) |
| 18:30 | 18:30   |                                           |         |           | Barranquilla Domare: Gilberto Hidalgo (Peru) | Barranquilla Domare: Gilberto Hidalgo (Peru) |

|       | 17 juli | Colombia                           | 2 – 0   | Chile | Estadio Metropolitano                          |                                                |
| 20:45 | 20:45   | Aristizábal 10′ (str.) Arriaga 90′ | (1 – 0) |       | Barranquilla Domare: Jorge Larrionda (Uruguay) | Barranquilla Domare: Jorge Larrionda (Uruguay) |
| 20:45 | 20:45   |                                    |         |       | Barranquilla Domare: Jorge Larrionda (Uruguay) | Barranquilla Domare: Jorge Larrionda (Uruguay) |
| 20:45 | 20:45   |                                    |         |       | Barranquilla Domare: Jorge Larrionda (Uruguay) | Barranquilla Domare: Jorge Larrionda (Uruguay) |

### Grupp B
| Lag       | S | V | O | F | GM | IM | MS | P |
| --------- | - | - | - | - | -- | -- | -- | - |
| Brasilien | 3 | 2 | 0 | 1 | 5  | 2  | +3 | 6 |
| Mexiko    | 3 | 1 | 1 | 1 | 1  | 1  | 0  | 4 |
| Peru      | 3 | 1 | 1 | 1 | 4  | 5  | −1 | 4 |
| Paraguay  | 3 | 0 | 2 | 1 | 4  | 6  | −2 | 2 |

|       | 12 juli | Peru                                  | 3 – 3   | Paraguay                    | Estadio Pascual Guerrero               |                                        |
| 17:30 | 17:30   | Lobatón 16′ Pajuelo 57′ Del Solar 72′ | (1 – 1) | Ferreira 23′, 64′ Garay 90′ | Cali Domare: Ángel Sánchez (Argentina) | Cali Domare: Ángel Sánchez (Argentina) |
| 17:30 | 17:30   |                                       |         |                             | Cali Domare: Ángel Sánchez (Argentina) | Cali Domare: Ángel Sánchez (Argentina) |
| 17:30 | 17:30   |                                       |         |                             | Cali Domare: Ángel Sánchez (Argentina) | Cali Domare: Ángel Sánchez (Argentina) |

|       | 12 juli | Brasilien | 0 – 1   | Mexiko             | Estadio Pascual Guerrero           |                                    |
| 19:45 | 19:45   |           | (0 – 1) | Borgetti 5′ (str.) | Cali Domare: Óscar Ruiz (Colombia) | Cali Domare: Óscar Ruiz (Colombia) |
| 19:45 | 19:45   |           |         |                    | Cali Domare: Óscar Ruiz (Colombia) | Cali Domare: Óscar Ruiz (Colombia) |
| 19:45 | 19:45   |           |         |                    | Cali Domare: Óscar Ruiz (Colombia) | Cali Domare: Óscar Ruiz (Colombia) |

|       | 15 juli | Brasilien                 | 2 – 0   | Peru | Estadio Pascual Guerrero               |                                        |
| 16:00 | 16:00   | Guilherme 9′ Denílson 85′ | (1 – 0) |      | Cali Domare: Jorge Larrionda (Uruguay) | Cali Domare: Jorge Larrionda (Uruguay) |
| 16:00 | 16:00   |                           |         |      | Cali Domare: Jorge Larrionda (Uruguay) | Cali Domare: Jorge Larrionda (Uruguay) |
| 16:00 | 16:00   |                           |         |      | Cali Domare: Jorge Larrionda (Uruguay) | Cali Domare: Jorge Larrionda (Uruguay) |

|       | 15 juli | Paraguay | 0 – 0   | Mexiko | Estadio Pascual Guerrero              |                                       |
| 18:15 | 18:15   |          | (0 – 0) |        | Cali Domare: Roger Zambrano (Ecuador) | Cali Domare: Roger Zambrano (Ecuador) |
| 18:15 | 18:15   |          |         |        | Cali Domare: Roger Zambrano (Ecuador) | Cali Domare: Roger Zambrano (Ecuador) |
| 18:15 | 18:15   |          |         |        | Cali Domare: Roger Zambrano (Ecuador) | Cali Domare: Roger Zambrano (Ecuador) |

|       | 18 juli | Peru       | 1 – 0   | Mexiko | Estadio Pascual Guerrero           |                                    |
| 17:30 | 17:30   | Holsen 48′ | (0 – 0) |        | Cali Domare: René Ortube (Bolivia) | Cali Domare: René Ortube (Bolivia) |
| 17:30 | 17:30   |            |         |        | Cali Domare: René Ortube (Bolivia) | Cali Domare: René Ortube (Bolivia) |
| 17:30 | 17:30   |            |         |        | Cali Domare: René Ortube (Bolivia) | Cali Domare: René Ortube (Bolivia) |

|       | 18 juli | Brasilien                          | 3 – 1   | Paraguay             | Estadio Pascual Guerrero               |                                        |
| 19:45 | 19:45   | Alex 60′ Belletti 89′ Denílson 90′ | (0 – 1) | Alvarenga 11′ (str.) | Cali Domare: Ángel Sánchez (Argentina) | Cali Domare: Ángel Sánchez (Argentina) |
| 19:45 | 19:45   |                                    |         |                      | Cali Domare: Ángel Sánchez (Argentina) | Cali Domare: Ángel Sánchez (Argentina) |
| 19:45 | 19:45   |                                    |         |                      | Cali Domare: Ángel Sánchez (Argentina) | Cali Domare: Ángel Sánchez (Argentina) |

### Grupp C
| Lag        | S | V | O | F | GM | IM | MS | P |
| ---------- | - | - | - | - | -- | -- | -- | - |
| Costa Rica | 3 | 2 | 1 | 0 | 6  | 1  | +5 | 7 |
| Honduras   | 3 | 2 | 0 | 1 | 3  | 1  | +2 | 6 |
| Uruguay    | 3 | 1 | 1 | 1 | 2  | 2  | 0  | 4 |
| Bolivia    | 3 | 0 | 0 | 3 | 0  | 7  | −7 | 0 |

|       | 13 juli | Bolivia | 0 – 1   | Uruguay       | Estadio Atanasio Girardot                  |                                            |
| 18:00 | 18:00   |         | (0 – 0) | Chevantón 60′ | Medellín Domare: Mauricio Navarro (Kanada) | Medellín Domare: Mauricio Navarro (Kanada) |
| 18:00 | 18:00   |         |         |               | Medellín Domare: Mauricio Navarro (Kanada) | Medellín Domare: Mauricio Navarro (Kanada) |
| 18:00 | 18:00   |         |         |               | Medellín Domare: Mauricio Navarro (Kanada) | Medellín Domare: Mauricio Navarro (Kanada) |

|       | 13 juli | Honduras | 0 – 1   | Costa Rica   | Estadio Atanasio Girardot              |                                        |
| 20:15 | 20:15   |          | (0 – 0) | Wanchope 63′ | Medellín Domare: Mario Sánchez (Chile) | Medellín Domare: Mario Sánchez (Chile) |
| 20:15 | 20:15   |          |         |              | Medellín Domare: Mario Sánchez (Chile) | Medellín Domare: Mario Sánchez (Chile) |
| 20:15 | 20:15   |          |         |              | Medellín Domare: Mario Sánchez (Chile) | Medellín Domare: Mario Sánchez (Chile) |

|       | 16 juli | Uruguay        | 1 – 1   | Costa Rica   | Estadio Atanasio Girardot                         |                                                   |
| 18:00 | 18:00   | C. Morales 53′ | (0 – 1) | Wanchope 28′ | Medellín Domare: Carlos Eugênio Simon (Brasilien) | Medellín Domare: Carlos Eugênio Simon (Brasilien) |
| 18:00 | 18:00   |                |         |              | Medellín Domare: Carlos Eugênio Simon (Brasilien) | Medellín Domare: Carlos Eugênio Simon (Brasilien) |
| 18:00 | 18:00   |                |         |              | Medellín Domare: Carlos Eugênio Simon (Brasilien) | Medellín Domare: Carlos Eugênio Simon (Brasilien) |

|       | 16 juli | Honduras         | 2 – 0   | Bolivia | Estadio Atanasio Girardot                    |                                              |
| 20:15 | 20:15   | Guevara 53′, 68′ | (0 – 0) |         | Medellín Domare: John Toro Rendon (Colombia) | Medellín Domare: John Toro Rendon (Colombia) |
| 20:15 | 20:15   |                  |         |         | Medellín Domare: John Toro Rendon (Colombia) | Medellín Domare: John Toro Rendon (Colombia) |
| 20:15 | 20:15   |                  |         |         | Medellín Domare: John Toro Rendon (Colombia) | Medellín Domare: John Toro Rendon (Colombia) |

|       | 19 juli | Bolivia | 0 – 4   | Costa Rica                              | Estadio Atanasio Girardot                   |                                             |
| 18:00 | 18:00   |         | (0 – 1) | Wanchope 45′, 71′ Bryce 63′ Fonseca 84′ | Medellín Domare: Luis Solórzano (Venezuela) | Medellín Domare: Luis Solórzano (Venezuela) |
| 18:00 | 18:00   |         |         |                                         | Medellín Domare: Luis Solórzano (Venezuela) | Medellín Domare: Luis Solórzano (Venezuela) |
| 18:00 | 18:00   |         |         |                                         | Medellín Domare: Luis Solórzano (Venezuela) | Medellín Domare: Luis Solórzano (Venezuela) |

|       | 19 juli | Honduras    | 1 – 0   | Uruguay | Estadio Atanasio Girardot                 |                                           |
| 20:15 | 20:15   | Guevara 86′ | (0 – 0) |         | Medellín Domare: Roger Zambrano (Ecuador) | Medellín Domare: Roger Zambrano (Ecuador) |
| 20:15 | 20:15   |             |         |         | Medellín Domare: Roger Zambrano (Ecuador) | Medellín Domare: Roger Zambrano (Ecuador) |
| 20:15 | 20:15   |             |         |         | Medellín Domare: Roger Zambrano (Ecuador) | Medellín Domare: Roger Zambrano (Ecuador) |

### Ranking av grupptreorna
Efter gruppspelet jämfördes grupptreorna. De två bästa gick vidare till kvartsfinal.
| Lag (grupp) | S | V | O | F | GM | IM | MS | P |
| ----------- | - | - | - | - | -- | -- | -- | - |
| Uruguay (C) | 3 | 1 | 1 | 1 | 2  | 2  | 0  | 4 |
| Peru (B)    | 3 | 1 | 1 | 1 | 4  | 5  | −1 | 4 |
| Ecuador (A) | 3 | 1 | 0 | 2 | 5  | 5  | 0  | 3 |

## Utslagsspel
|  | Kvartsfinaler       | Kvartsfinaler       |                   |          | Semifinaler | Semifinaler |  |  | Final            | Final |
|  |                     |                     |                   |          |             |             |  |  |                  |       |
|  | 22 juli - Pereira   |                     |                   |          |             |             |  |  |                  |       |
|  |                     |                     |                   |          |             |             |  |  |                  |       |
|  | Chile               | 0                   |                   |          |             |             |  |  |                  |       |
|  | Chile               | 0                   | 25 juli - Pereira |          |             |             |  |  |                  |       |
|  | Mexiko              | 2                   |                   |          |             |             |  |  |                  |       |
|  | Mexiko              | 2                   | Mexiko            | 2        |             |             |  |  |                  |       |
|  | 22 juli - Armenia   |                     | Mexiko            | 2        |             |             |  |  |                  |       |
|  |                     | Uruguay             | 1                 |          |             |             |  |  |                  |       |
|  | Uruguay             | Uruguay             | 1                 | 2        |             |             |  |  |                  |       |
|  | Uruguay             |                     | 29 juli - Bogotá  | 2        |             |             |  |  |                  |       |
|  | Costa Rica          | 1                   |                   |          |             |             |  |  |                  |       |
|  | Costa Rica          | 1                   | Colombia          | 1        |             |             |  |  |                  |       |
|  | 23 juli - Manizales |                     | Colombia          | 1        |             |             |  |  |                  |       |
|  |                     | Mexiko              | 0                 |          |             |             |  |  |                  |       |
|  | Brasilien           | Mexiko              | 0                 | 0        |             |             |  |  |                  |       |
|  | Brasilien           | 26 juli - Manizales |                   | 0        |             |             |  |  |                  |       |
|  | Honduras            | 2                   |                   |          |             |             |  |  |                  |       |
|  | Honduras            | 2                   | Colombia          | 2        | Bronsmatch  | Bronsmatch  |  |  |                  |       |
|  | 23 juli - Armenia   |                     | Colombia          | 2        | Bronsmatch  | Bronsmatch  |  |  |                  |       |
|  |                     | Honduras            | 0                 |          |             |             |  |  |                  |       |
|  | Colombia            | Honduras            | 0                 | 3        | Uruguay     | 2 (4)       |  |  |                  |       |
|  | Colombia            |                     |                   | 3        | Uruguay     | 2 (4)       |  |  |                  |       |
|  | Peru                | 0                   |                   | Honduras | 2 (5)       |             |  |  |                  |       |
|  | Peru                | 0                   |                   |          | 2 (5)       |             |  |  |                  |       |
|  |                     |                     |                   |          |             |             |  |  | 28 juli - Bogotá |       |
|  |                     |                     |                   |          |             |             |  |  |                  |       |

### Kvartsfinaler
|       | 22 juli | Chile | 0 – 2   | Mexiko                  | Estadio Hernán Ramírez Villegas                  |                                                  |
| 15:00 | 15:00   |       | (0 – 1) | Arellano 17′ Osorno 78′ | Pereira Domare: Carlos Eugênio Simon (Brasilien) | Pereira Domare: Carlos Eugênio Simon (Brasilien) |
| 15:00 | 15:00   |       |         |                         | Pereira Domare: Carlos Eugênio Simon (Brasilien) | Pereira Domare: Carlos Eugênio Simon (Brasilien) |
| 15:00 | 15:00   |       |         |                         | Pereira Domare: Carlos Eugênio Simon (Brasilien) | Pereira Domare: Carlos Eugênio Simon (Brasilien) |

|       | 22 juli | Uruguay                   | 2 – 1   | Costa Rica   | Estadio Centenario                    |                                       |
| 17:30 | 17:30   | Lemos 61′ (str.) Lima 87′ | (0 – 0) | Wanchope 52′ | Armenia Domare: Óscar Ruiz (Colombia) | Armenia Domare: Óscar Ruiz (Colombia) |
| 17:30 | 17:30   |                           |         |              | Armenia Domare: Óscar Ruiz (Colombia) | Armenia Domare: Óscar Ruiz (Colombia) |
| 17:30 | 17:30   |                           |         |              | Armenia Domare: Óscar Ruiz (Colombia) | Armenia Domare: Óscar Ruiz (Colombia) |

|       | 23 juli | Brasilien | 0 – 2   | Honduras               | Estadio Palogrande                         |                                            |
| 17:30 | 17:30   |           | (0 – 0) | S. Martínez 57′, 90+1′ | Manizales Domare: Ubaldo Aquino (Paraguay) | Manizales Domare: Ubaldo Aquino (Paraguay) |
| 17:30 | 17:30   |           |         |                        | Manizales Domare: Ubaldo Aquino (Paraguay) | Manizales Domare: Ubaldo Aquino (Paraguay) |
| 17:30 | 17:30   |           |         |                        | Manizales Domare: Ubaldo Aquino (Paraguay) | Manizales Domare: Ubaldo Aquino (Paraguay) |

|       | 23 juli | Colombia                           | 3 – 0   | Peru | Estadio Centenario                       |                                          |
| 19:45 | 19:45   | Aristizábal 50′, 69′ Hernández 66′ | (0 – 0) |      | Armenia Domare: Gilberto Alcalá (Mexiko) | Armenia Domare: Gilberto Alcalá (Mexiko) |
| 19:45 | 19:45   |                                    |         |      | Armenia Domare: Gilberto Alcalá (Mexiko) | Armenia Domare: Gilberto Alcalá (Mexiko) |
| 19:45 | 19:45   |                                    |         |      | Armenia Domare: Gilberto Alcalá (Mexiko) | Armenia Domare: Gilberto Alcalá (Mexiko) |

### Semifinaler
|       | 25 juli | Mexiko                              | 2 – 1   | Uruguay        | Estadio Hernán Ramírez Villegas           |                                           |
| 19:45 | 19:45   | Borgetti 14′ García Aspe 67′ (str.) | (1 – 1) | R. Morales 32′ | Pereira Domare: Ángel Sánchez (Argentina) | Pereira Domare: Ángel Sánchez (Argentina) |
| 19:45 | 19:45   |                                     |         |                | Pereira Domare: Ángel Sánchez (Argentina) | Pereira Domare: Ángel Sánchez (Argentina) |
| 19:45 | 19:45   |                                     |         |                | Pereira Domare: Ángel Sánchez (Argentina) | Pereira Domare: Ángel Sánchez (Argentina) |

|       | 26 juli | Colombia                  | 2 – 0   | Honduras | Estadio Palogrande                      |                                         |
| 19:45 | 19:45   | Bedoya 6′ Aristizábal 63′ | (1 – 0) |          | Manizales Domare: Mario Sánchez (Chile) | Manizales Domare: Mario Sánchez (Chile) |
| 19:45 | 19:45   |                           |         |          | Manizales Domare: Mario Sánchez (Chile) | Manizales Domare: Mario Sánchez (Chile) |
| 19:45 | 19:45   |                           |         |          | Manizales Domare: Mario Sánchez (Chile) | Manizales Domare: Mario Sánchez (Chile) |

### Match om tredjepris
|       | 28 juli | Uruguay                                   | 2 – 2 (e.fl.)              | Honduras                                   | Estadio El Campín                      |                                        |
| 14:00 | 14:00   | Bizera 22′ A. Martínez 45′                | 2 – 2                      | S. Martínez 14′ Izaguirre 42′              | Bogotá Domare: Gilberto Hidalgo (Peru) | Bogotá Domare: Gilberto Hidalgo (Peru) |
| 14:00 | 14:00   |                                           |                            |                                            | Bogotá Domare: Gilberto Hidalgo (Peru) | Bogotá Domare: Gilberto Hidalgo (Peru) |
| 14:00 | 14:00   | Sorondo Gutiérrez Rodríguez Lemos Olivera | Straffsparksläggning 4 – 5 | Pineda S. Martínez García Medina Izaguirre | Bogotá Domare: Gilberto Hidalgo (Peru) | Bogotá Domare: Gilberto Hidalgo (Peru) |

### Final
|       | 29 juli | Colombia       | 1 – 0   | Mexiko | Estadio El Campín                       |                                         |
| 16:30 | 16:30   | I. Córdoba 65′ | (0 – 0) |        | Bogotá Domare: Ubaldo Aquino (Paraguay) | Bogotá Domare: Ubaldo Aquino (Paraguay) |
| 16:30 | 16:30   |                |         |        | Bogotá Domare: Ubaldo Aquino (Paraguay) | Bogotá Domare: Ubaldo Aquino (Paraguay) |
| 16:30 | 16:30   |                |         |        | Bogotá Domare: Ubaldo Aquino (Paraguay) | Bogotá Domare: Ubaldo Aquino (Paraguay) |

## Statistik

### Målskyttar
6 mål
- Víctor Aristizábal

5 mål
- Paulo Wanchope

3 mål
| - Cristian Montecinos | - Amado Guevara | - Saúl Martínez |  |

2 mål
| - Denílson | - Agustín Delgado | - Jared Borgetti | - Virgilio Ferreira |

1 mål
| - Alex - Juliano Belletti - Guilherme - Marcelo Corrales - Reinaldo Navia - Eulalio Arriaga - Gerardo Bedoya - Grisales | - Giovanny Hernández - Iván Córdoba - Steven Bryce - Rolando Fonseca - Cléber Chalá - Ángel Fernández - Edison Méndez - Júnior Izaguirre | - Jesús Arellano - Alberto García Aspe - Daniel Osorno - Guido Alvarenga - Silvio Garay - José del Solar - Roberto Holsen - Abel Lobatón | - Juan Pajuelo - Joe Bizera - Javier Chevantón - Carlos Morales - Rodrigo Lemos - Martín Lima - Andrés Martínez - Richard Morales |

### Turneringens mest värdefulla spelare
- Amado Guevara

### Sluttabell
| Nr | Copa América 2001 | S | V | O | F | GM | IM | MS  | P  |
| -- | ----------------- | - | - | - | - | -- | -- | --- | -- |
| 1  | Colombia          | 6 | 6 | 0 | 0 | 11 | 0  | +11 | 18 |
| 2  | Mexiko            | 6 | 3 | 1 | 2 | 5  | 3  | +2  | 10 |
| 3  | Honduras          | 6 | 3 | 1 | 2 | 7  | 5  | +2  | 10 |
| 4  | Uruguay           | 6 | 2 | 2 | 2 | 7  | 7  | 0   | 8  |
| 5  | Costa Rica        | 4 | 2 | 1 | 1 | 7  | 3  | +4  | 7  |
| 6  | Brasilien         | 4 | 2 | 0 | 2 | 5  | 4  | +1  | 6  |
| 7  | Chile             | 4 | 2 | 0 | 2 | 5  | 5  | 0   | 6  |
| 8  | Peru              | 4 | 1 | 1 | 2 | 4  | 8  | −4  | 4  |
| 9  | Ecuador           | 3 | 1 | 0 | 2 | 5  | 5  | 0   | 3  |
| 10 | Paraguay          | 3 | 0 | 2 | 1 | 4  | 6  | −2  | 2  |
| 11 | Bolivia           | 3 | 0 | 0 | 3 | 0  | 7  | −7  | 0  |
| 12 | Venezuela         | 3 | 0 | 0 | 3 | 0  | 7  | −7  | 0  |

### Fotnoter
1. ↑  Vickery, Tim (30 juli 2001). ”Colombia seize first Copa crown”. BBC. Arkiverad från originalet den 24 mars 2010. https://web.archive.org/web/20100324003825/http://news.bbc.co.uk/sport2/hi/football/1463050.stm. Läst 11 augusti 2013.
2. ↑  ”Argentina hoppade av i natt” (på svenska). Sportbladet. 11 juli 2001. http://wwwc.aftonbladet.se/sport/0107/11/copa.html. Läst 1 juli 2018.
3. ↑  ”Årets skytteliga i Copa America” (på svenska). Sportbladet. 29 juli 2001. https://www.aftonbladet.se/sportbladet/fotboll/article10223827.ab. Läst 1 juli 2018.

### Webbkällor
- Tabeira, Martín (31 maj 2012). ”Copa América 2001” (på engelska). RSSSF. Arkiverad från originalet den 30 maj 2013. https://web.archive.org/web/20130530203130/http://rsssf.com/tables/2001safull.html. Läst 11 augusti 2013.